# Beñat Intxausti Elorriaga
Beñat Intxausti Elorriaga (Amorebieta, Biscaia, 20 de març de 1986) és un ciclista basc, professional entre el 2007 i el 2019.

## Biografia
Vencedor del Memorial Avelino Camacho i d'una etapa de la Bidasoa Itzulia el 2006, encara com a amateur, Beñat Intxausti passà a professionals el 2007 de la mà de l'equip Grupo Nicolás Mateos. Aquell setembre fou seleccionat per l'equip espanyol per prendre part al Tour de l'Avenir, en què acabà cinquè a la classificació general.
El 2008 signà un contracte de tres anys amb l'equip ProTour Saunier Duval-Scott, passant a l'Euskaltel–Euskadi el 2010. Aquest darrer any acabà segon a la Volta al País Basc, després de la desqualificació d'Alejandro Valverde i guanyà una etapa a la Volta a Astúries. A finals d'agost anuncià el seu fitxatge pel Movistar Team, equip que succeirà el Caisse d'Epargne.
El 23 de maig de 2011 va ser testimoni de la mort de Xavier Tondo en un desgraciat accident domèstic a Sierra Nevada (Espanya).
Va participar en el Tour de França, però es veié obligat a abandonar en la vuitena etapa per culpa d'una fractura al colze produïda en la primera etapa.
El 2012 s'inicia de millor manera que l'any anterior i a l'abril guanya la seva primera cursa per etapes com a professional, la Volta a Astúries. Tot seguit participà en el seu primer Giro d'Itàlia en què acabà el 38è de la classificació general, després d'anar situat entre els deu primers fins a la 18a etapa, però en la 19a etapa perdé 40 minuts que esguerraren la seva bona classificació.
El 2013 aconseguí les seves principals victòries. El maig va guanyar la 16a etapa del Giro d'Itàlia, amb final a Ivrea, en imposar-se a l'esprint als seus companys d'escapada, Tanel Kangert i Przemysław Niemiec; A l'octubre, al Tour de Pequín, darrera cursa de l'UCI World Tour 2013 aconseguí una etapa i la victòria final, en imposar-se a l'irlandès Daniel Martin (Garmin-Sharp) i al també basc David López (Team Sky).
El 2016 fitxà pel potent Team Sky, però una mononucleosi va impedir que rendís com en els anys precedents i acabà provocant la seva retirada a finals del 2019.

## Palmarès
- 2006
  - 1r a la Pujada a Gorla
  - 1r al Memorial Avelino Camacho
  - Vencedor d'una etapa de la Bidasoa Itzulia
- 2010
  - Vencedor d'una etapa a la Volta a Astúries
- 2012
  - 1r a la Volta a Astúries i vencedor de la classificació per punts
- 2013
  - 1r al Tour de Pequín i vencedor d'una etapa
  - Vencedor d'una etapa al Giro d'Itàlia
- 2015
  - Vencedor d'una etapa al Giro d'Itàlia

### Resultats al Tour de França
- 2011. Abandona (8a etapa)
- 2014. 114è de la classificació general

### Resultats al Giro d'Itàlia
- 2012. 38è de la classificació general
- 2013. 8è de la classificació general. Vencedor d'una etapa.  Porta el mallot rosa durant 1 etapa
- 2015. 29è de la classificació general. Vencedor d'una etapa

### Resultats a la Volta a Espanya
- 2009. 60è de la classificació general
- 2010. Abandona (15a etapa)
- 2011. 86è de la classificació general
- 2012. 10è de la classificació general